# Achramorpha grandinis
Achramorpha grandinis är en svampdjursart som beskrevs av Jenkin 1908. Achramorpha grandinis ingår i släktet Achramorpha och familjen Achramorphidae. Inga underarter finns listade i Catalogue of Life.